# John Hassall
John Hassall (Walmer, Kent, 21 de maig de 1868 - 8 de març de 1948) va ser un pintor, il·lustrador, xilògraf i cartellista anglès.
Es va educar a Worthing, al Newton Abbot College i al Neuenheim College de Heidelberg. Després de dos intents fallits per entrar a la Reial Acadèmia Militar de Sandhurst, va emigrar a Manitoba, al Canadà, el 1888 per iniciar una explotació amb el seu germà Owen.
Va tornar a Londres dos anys més tard. A suggeriment d'un amic, va estudiar art a la Reial Acadèmia de Belles Arts d'Anvers i a l'Académie Julien de París. Durant aquest temps va ser influenciat pel famós cartellista Alphonse Mucha. Els seus primers dibuixos van apareixier el 1890 a The Daily Telegraph.
El 1895 va començar a treballar com a artista de publicitat de David Allen & Sons, una feina que va durar cinquanta anys i va incloure tan coneguts projectes com el cartell "Skegness Is Done" (1908). Fa servir colors plans delimitats per línies gruixudes en negre, un estil de cartell molt adequat per als llibres per a nens. Així ca produir molts volums de rimes infantils i contes de fades.
El 1901 Hassall va ser escollit membre de l'Institut Reial de Pintors amb aquarel·la i la Reial Societat de Pintors en miniatura. També va pertànyer a diversos clubs socials, inclòs el Langham (fins a 1898), i sobretot, el Club de Sketch de Londres, del qual va ser president 1903-4.
El 1900 Hassall va obrir la seva pròpia Escola d'Art Nou i l'Escola de Disseny de Cartells al barri de kenisngton, on va comptar amb Bert Thomas, Bruce Bairnsfather, HM Bateman i Harry Rountree entre els seus alumnes. L'escola va ser tancada en l'esclat de la Primera Guerra Mundial. En el període posterior a la guerra, va dirigir una escola per correspondència.
John Hassall és el pare del poeta Christopher Hassall i el gravador Joan Hassall. També és l'avi de l'actriu Imogen Hassall.
Es podria dir que la creació més famosa de John Hassall va ser el pescador Jolly de 1908 i és considerat com un dels anuncis de vacances més famosos de tots els temps a Anglaterra.
Al Museu Nacional d'Art de Catalunya es pot veure una obra seva, un cartell que va realitzar per al seu amic Lluís Plandiura, amb motiu de la inauguració d'una Exposició de Cartells al Cercle Artístic de Sant Lluc.